# ایتی‌ایت (کنتاکی)
ایتی‌ایت (به انگلیسی: Eighty Eight) یک منطقهٔ مسکونی در ایالات متحده آمریکا است که در شهرستان برن، کنتاکی واقع شده‌است. ایتی‌ایت ۲۴۶٫۸۹ متر بالاتر از سطح دریا واقع شده‌است.